# Échevinage de Poitiers
L’échevinage de Poitiers est un monument historique situé à Poitiers, dans le département de la Vienne.

## Histoire
L'hôtel de l’Échevinage est construit aux XVe siècle et XVIe siècle par la Commune pour servir de siège à l'Université de Poitiers, avant de devenir le siège des autorités municipales, les échevins et le maire. Il sert d'hôtel de ville jusqu'à l'inauguration du nouvel hôtel de ville, place d'Armes, en 1875. Il est aujourd'hui le siège de la Société des antiquaires de l'Ouest.
L'hôtel est inscrit au titre des monuments historiques en 1935